# 庄妃 (嘉庆帝)
莊妃（18世纪—1811年），王佳氏。乾隆三十六年辛卯科（1771年）文举人伊里布之女。正黃旗包衣第五參領第三旗鼓佐領下人。嘉庆帝之妃。

## 生平
乾隆四十六年六月十五日出生。
乾隆六十年，皇太子位下有皇太子妃喜塔腊氏、側福晉鈕祜祿氏與官女子二位。由於這兩位官女子即為劉佳氏和侯佳氏，可見王佳氏或在皇太子登極前不久被其寵幸。
嘉庆元年正月初一日，王佳氏已封为春常在。
嘉庆三年三月，春常在晋为春贵人。
嘉慶六年正月初八日，上諭瑩嫔侯氏为静妃、淳贵人董氏为淳嫔、春贵人王氏为和嬪，但是在嘉慶六年正月十四日，王佳氏卻詔封为吉嫔。同年四月十五日，以礼部右侍郎扎朗阿为正使，内阁学士玉麟为副使，正式册封为吉嫔。皇后钮祜禄氏和吉嫔同在景仁宫接册，可知兩人同居景仁宮。
嘉庆十三年四月二十一日，因仁宗得皇长孙诏晋吉妃，後改庄妃。同年十三年十一月十一日，以大学士禄康为正使，内阁学士玉福为副使，册封为庄妃。庄妃在翊坤宫接册印，可知其已由景仁宮搬到翊坤宫居住。
嘉庆十六年二月十五日卯时薨于圆明园，随后暂安于西花园南所。办理庄妃挪移西花园南所事宜，有引导、跟随、关防人员等，照例在西南门外伺候。同年二月二十一日暂安田村殯宮，闰三月初十日，总管金成传知延禧宫官女子六名，转交会计司官等，并各本人父母接出，任其父母婚配，其所食自上百日坟之日起止退事，或表明庄妃由翊坤宮改居延禧宫，闺三月十二日庄妃金棺奉移清西陵，闰三月十九日奉安昌陵妃园寝。孝和睿皇后自京起程親往致送莊妃金棺，並且敬謁孝淑皇后陵寢。此外，嘉慶帝亦曾兩度到西花園莊妃殯所赐奠。

## 影视作品
- 電視劇

| 年份 | 劇名     | 演員   | 剧中姓名  | 劇中稱謂 |
| 2004 | 金枝欲孽 | 何綺雲 | 佟佳·永吉 | 吉嬪     |